# Miah Dennehy
Jeremiah Dennehy, detto Miah (Cork, 29 marzo 1950 – Cork, 10 novembre 2023), è stato un calciatore irlandese, di ruolo attaccante.

## Carriera

### Club
Nel 1972 è diventato il primo giocatore a segnare una tripletta in una finale di FAI Cup.

### Nazionale
Ha esordito con la Nazionale irlandese il 2 aprile 1971 disputando il match di qualificazione per le Olimpiati 1972 perso 1-0 contro la Jugoslavia.
Con la Nazionale irlandese ha disputato in totale 23 incontri ufficiali fra il 1971 ed il 1977, segnando 2 gol.

## Statistiche
Statistiche aggiornate al 27 Dicembre 2018.

### Cronologia presenze e reti in nazionale

#### Under-23
| Cronologia completa delle presenze e delle reti in nazionale ― Irlanda under 23 | Cronologia completa delle presenze e delle reti in nazionale ― Irlanda under 23 | Cronologia completa delle presenze e delle reti in nazionale ― Irlanda under 23 | Cronologia completa delle presenze e delle reti in nazionale ― Irlanda under 23 | Cronologia completa delle presenze e delle reti in nazionale ― Irlanda under 23 | Cronologia completa delle presenze e delle reti in nazionale ― Irlanda under 23 | Cronologia completa delle presenze e delle reti in nazionale ― Irlanda under 23 | Cronologia completa delle presenze e delle reti in nazionale ― Irlanda under 23 |
| Data                                                                            | Città                                                                           | In casa                                                                         | Risultato                                                                       | Ospiti                                                                          | Competizione                                                                    | Reti                                                                            | Note                                                                            |
| ------------------------------------------------------------------------------- | ------------------------------------------------------------------------------- | ------------------------------------------------------------------------------- | ------------------------------------------------------------------------------- | ------------------------------------------------------------------------------- | ------------------------------------------------------------------------------- | ------------------------------------------------------------------------------- | ------------------------------------------------------------------------------- |
| 14-11-1972                                                                      | Lorient                                                                         | Francia under 23                                                                | 0 – 0                                                                           | Irlanda under 23                                                                | Amichevole                                                                      | -                                                                               |                                                                                 |
| Totale                                                                          |                                                                                 | Presenze                                                                        | 1                                                                               |                                                                                 | Reti                                                                            | 0                                                                               |                                                                                 |

#### Nazionale maggiore
| Cronologia completa delle presenze e delle reti in nazionale ― Irlanda | Cronologia completa delle presenze e delle reti in nazionale ― Irlanda | Cronologia completa delle presenze e delle reti in nazionale ― Irlanda | Cronologia completa delle presenze e delle reti in nazionale ― Irlanda | Cronologia completa delle presenze e delle reti in nazionale ― Irlanda | Cronologia completa delle presenze e delle reti in nazionale ― Irlanda | Cronologia completa delle presenze e delle reti in nazionale ― Irlanda | Cronologia completa delle presenze e delle reti in nazionale ― Irlanda |
| Data                                                                   | Città                                                                  | In casa                                                                | Risultato                                                              | Ospiti                                                                 | Competizione                                                           | Reti                                                                   | Note                                                                   |
| ---------------------------------------------------------------------- | ---------------------------------------------------------------------- | ---------------------------------------------------------------------- | ---------------------------------------------------------------------- | ---------------------------------------------------------------------- | ---------------------------------------------------------------------- | ---------------------------------------------------------------------- | ---------------------------------------------------------------------- |
| 2-4-1971                                                               | Ballybofey                                                             | Irlanda                                                                | 0 – 1                                                                  | Jugoslavia                                                             | Qual. Olimpiadi 1972                                                   | -                                                                      |                                                                        |
| 18-6-1972                                                              | Natal                                                                  | Ecuador                                                                | 2 – 3                                                                  | Irlanda                                                                | Coppa d'Indipendenza Brasiliana                                        | -                                                                      | 46’                                                                    |
| 21-6-1972                                                              | Recife                                                                 | Irlanda                                                                | 1 – 2                                                                  | Cile                                                                   | Coppa d'Indipendenza Brasiliana                                        | -                                                                      |                                                                        |
| 13-5-1973                                                              | Mosca                                                                  | Unione Sovietica                                                       | 1 – 0                                                                  | Irlanda                                                                | Qual. Mondiali 1974                                                    | -                                                                      | 46’                                                                    |
| 16-5-1973                                                              | Breslavia                                                              | Polonia                                                                | 2 – 0                                                                  | Irlanda                                                                | Amichevole                                                             | -                                                                      | 67’                                                                    |
| 19-5-1973                                                              | Parigi                                                                 | Francia                                                                | 1 – 1                                                                  | Irlanda                                                                | Qual. Mondiali 1974                                                    | -                                                                      |                                                                        |
| 6-6-1973                                                               | Oslo                                                                   | Norvegia                                                               | 1 – 1                                                                  | Irlanda                                                                | Amichevole                                                             | 1                                                                      | 17’                                                                    |
| 21-10-1973                                                             | Dublino                                                                | Irlanda                                                                | 1 – 0                                                                  | Polonia                                                                | Amichevole                                                             | 1                                                                      | 10’ 31’                                                                |
| 20-11-1974                                                             | Smirne                                                                 | Turchia                                                                | 1 – 1                                                                  | Irlanda                                                                | Qual. Euro 1976                                                        | -                                                                      | 86’                                                                    |
| 11-3-1975                                                              | Dublino                                                                | Irlanda                                                                | 1 – 0                                                                  | Germania Ovest                                                         | Amichevole                                                             | -                                                                      | 83’                                                                    |
| 26-5-1976                                                              | Poznań                                                                 | Polonia                                                                | 0 – 2                                                                  | Irlanda                                                                | Amichevole                                                             | -                                                                      | 46’                                                                    |
| 24-4-1977                                                              | Dublino                                                                | Irlanda                                                                | 0 – 0                                                                  | Polonia                                                                | Amichevole                                                             | -                                                                      | 85’                                                                    |
| Totale                                                                 |                                                                        | Presenze                                                               | 12                                                                     |                                                                        | Reti                                                                   | 2                                                                      |                                                                        |

## Palmarès

### Club

#### Competizioni nazionali
- FAI Cup: 2

Cork Hibernians: 1971-1972, 1972-1973
- League of Ireland Shield: 1

Cork Hibernians: 1972-1973